# L'Amour trompé
L'Amour trompé (Inganno) est une mini-série italienne réalisée par Pappi Corsicato, diffusée le 9 octobre 2024 sur Netflix.

## Scénario
Gabriella, une riche sexagénaire divorcée, patronne d'un hôtel de luxe de la côte amalfitaine, tombe amoureuse d'Elia, trentenaire mystérieux. 
Sa famille, perplexe et interrogatrice, s'oppose à cette idylle.

## Distribution
- Monica Guerritore (VF : Juliette Degenne) : Gabriella
- Giacomo Gianniotti (VF : Damien Ferrette) : Elia
- Emanuel Caserio (VF : Valentin Merlet) : Stefano, le fils aîné de Gabriella
- Dharma Mangia Woods (VF : Marie Tirmont) : Giulia, la fille de Gabriella
- Francesco Del Gaudio (VF : Maxime Baudouin) : Nico,  le fils cadet de Gabriella
- Denise Capezza (VF : Ariane Aggiage) : Marina
- Fabrizia Sacchi (VF : Ivana Coppola) : Delia
- Sandra Ceccarelli : la mère d'Elias
- Geppy Gleijeses (VF : Hervé Bellon) : Mario, l'ex-époux de Gabriella
- Gabriele Stella (VF : Anatole de Bodinat) : Mattia, policier, amant de Stefano

 Source et légende : version française (VF) sur RS Doublage

## Musique
La bande originale de la série est composée de plusieurs chansons francophones, notamment de Videoclub, de Charline Mignot, de Juliette Armanet et de Benjamin Biolay.